# Katajanokanluoto
Katajanokanluoto (schwedisch Skatakobben) ist eine kleine bewohnte finnische Insel im Finnischen Meerbusen zwischen der Hauptstadt Helsinki und der Inselgruppe Suomenlinna. Auf der Insel befinden sich ein Holzhaus als Wohnhaus, ein stationäres Schifffahrtssignal, Steganlagen und ein Fahnenmast, an dem an Flaggentagen die finnische Flagge gehisst wird. Die Insel wird über ein Seekabel mit Elektrizität versorgt.
Katajanokanluoto ist etwa 95 Meter lang (in Südost-Nordwest-Ausdehnung) und 65 Meter breit. Die Insel ist seit 2001 im Besitz von Suomen Lohitukku Oy; ursprünglich befand sich auf ihr eine Lotsenstation, die aber durch ein Feuer zerstört wurde.

## Etymologie
Der Name Katajanokanluoto ist aus den finnischen Wörtern „Katajanokan“ und „luoto“ zusammengesetzt, wobei ersteres der Genitiv zum Namen der knapp 500 m nordwestlich gelegenen Halbinsel Katajanokka (schwed. Skatudden) ist und luoto etwa mit „Inselchen“ übersetzt werden kann.

## Lage
Die Insel Lonna liegt ca. 800 m in Richtung Südsüdost, Ryssänsaari ist etwa 540 m Richtung Westsüdwest entfernt. Das nächstgelegene Festland ist die Halbinsel Katajanokka, gleichzeitig ein Stadtteil von Helsinki.
Die städtischen Fähren des Verkehrsbetriebs der Stadt Helsinki transportieren jährlich circa 1,6 Millionen Fahrgäste nach Suomenlinna, darunter zahlreiche Touristen. Diese Fähren fahren unmittelbar an Katajanokanluoto vorbei, was die Insel zu einem beliebten Fotoobjekt macht. Auch die großen Fähren nach Tallinn, Schweden und Russland, die im Südhafen (Eteläsatama) festmachen, passieren die Insel. Sie fahren dabei zwischen Katajanokanluoto und Ryssänsaari hindurch.

## Flora und Fauna
Als typische Schäreninsel besteht Katajanokanluoto aus Felsgestein. Die Insel ist nur spärlich bewachsen, neben wenigen Bäumen (meist Birken) sind nur niedrige Sträucher, Gras und Moose anzutreffen.